# 34351 Decatur
34351 Decatur è un asteroide della fascia principale. Scoperto nel 2000, presenta un'orbita caratterizzata da un semiasse maggiore pari a 2,9438622 UA e da un'eccentricità di 0,0748902, inclinata di 1,30472° rispetto all'eclittica.